# Pécsi Orvostudományi Egyetem

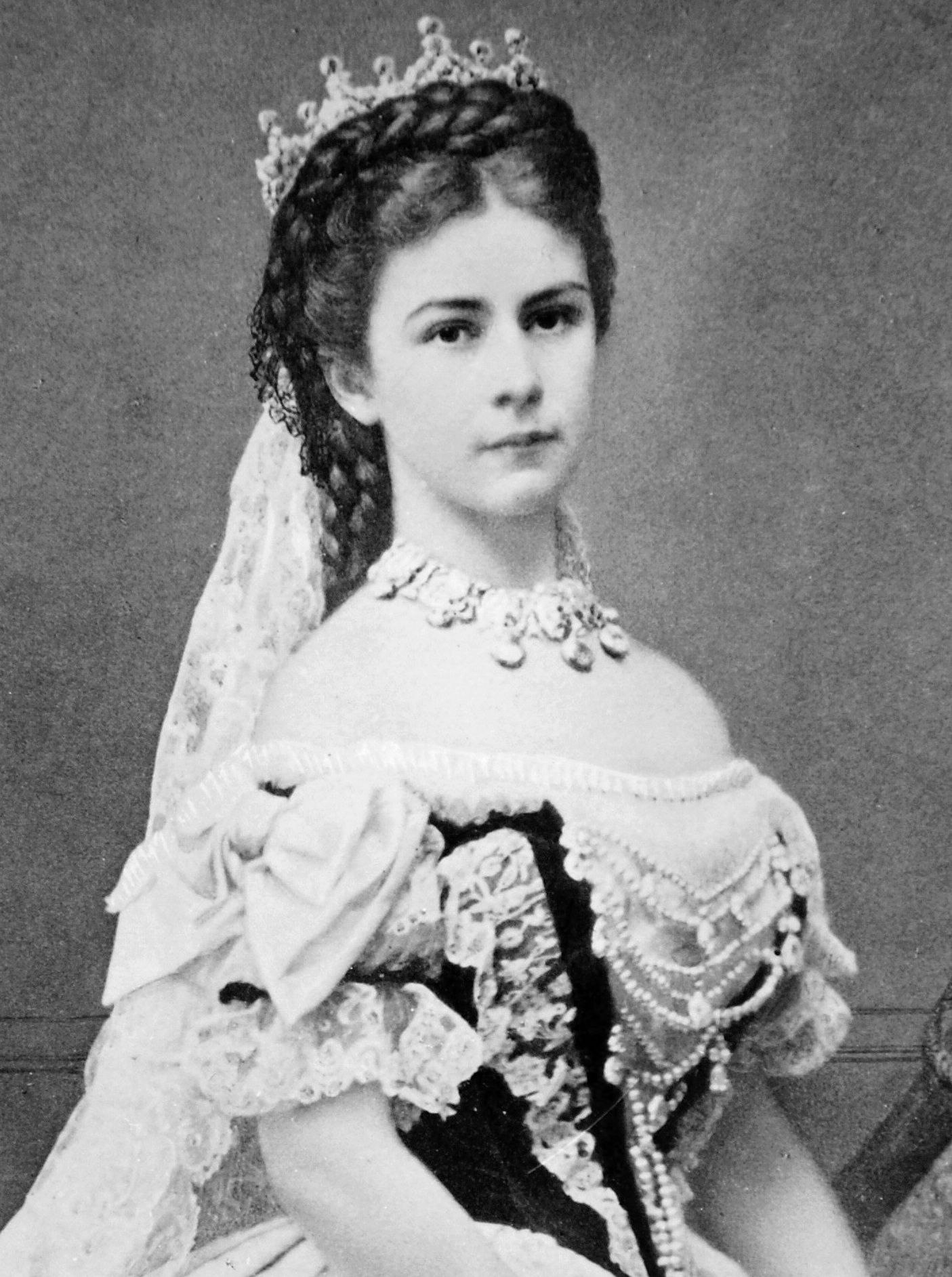
Erzsébet magyar királyné, az Egyetem névadója

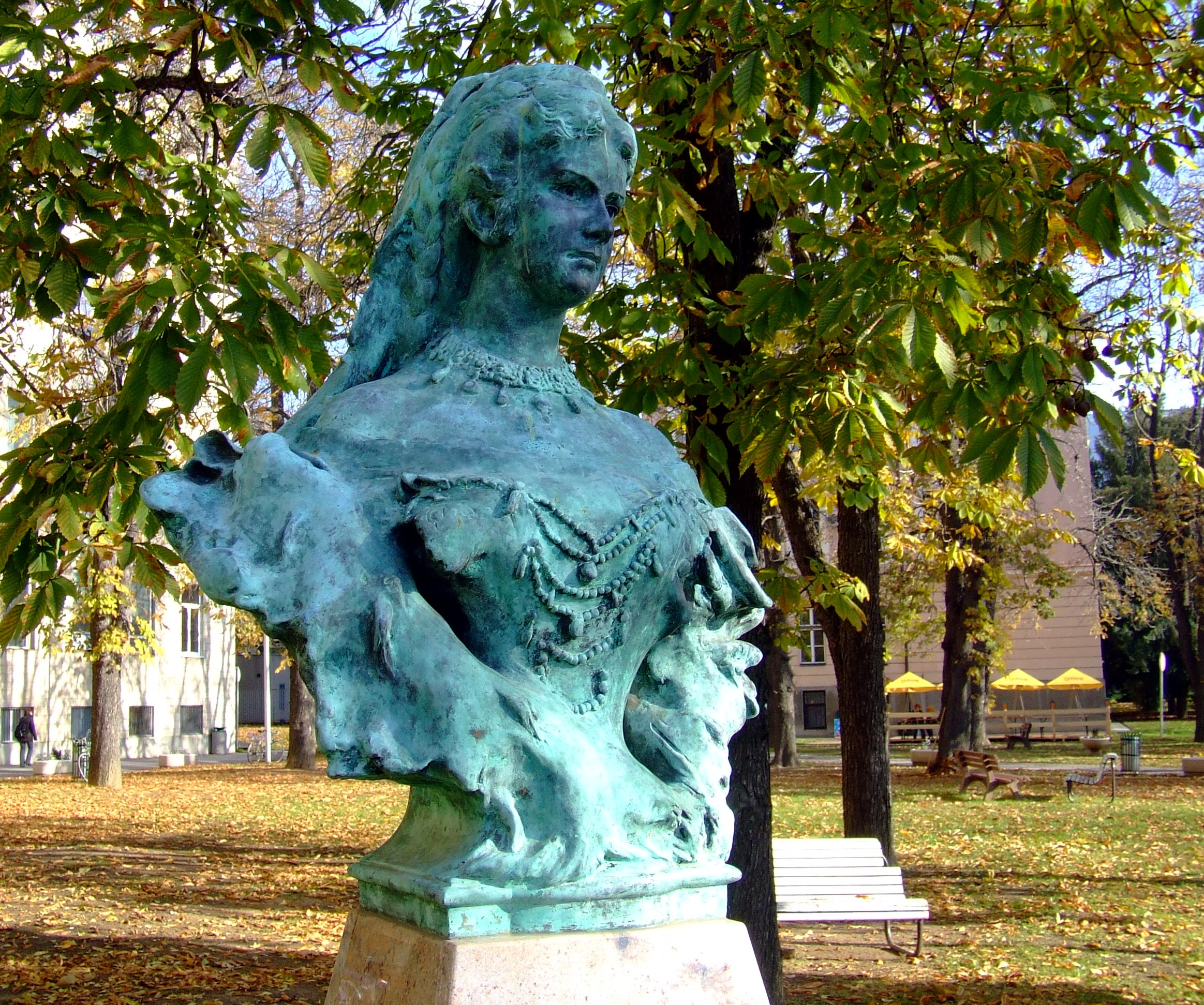
Erzsébet magyar királyné szobra a Pécsi Tudományegyetem udvarán. Strobl Alajos szobrának pontos másolata. Alkotó: Bartha János (2008)

A Pécsi Orvostudományi Egyetem (rövidítve: POTE) 1951-től 1999 utolsó napjáig önállóan működő orvosegyetem volt Pécsen. Az egyetem 2000. január 1-jével integrálódott a Pécsi Tudományegyetembe, annak Általános Orvostudományi Karaként.

## Története

### Előzmények
1912-ben alapították a pozsonyi Magyar Királyi Erzsébet Egyetemet, amely a mai Pécsi Tudományegyetem jogelődjének tekinthető. Az első világháborút követően 1921-ben a Magyar Nemzetgyűlés XXV. törvénycikke átköltöztette a pozsonyi egyetemet Pécsre. A döntés idején Pécs még szerb megszállás alatt állt, ezért a költözködéssel várni kellett, az Erzsébet Tudományegyetem végül 1923. október 15-én négy karral (jog, orvostudomány, bölcsészet és evangélikus teológia) kezdte meg működését.
A második világháborút követően, 1948-ban a vallás- és közoktatásügyi miniszter utasítására az egyetem új neve Pécsi Tudományegyetem lett.

### Pécsi Orvostudományi Egyetem
1950-ben a vallás és közoktatási minisztériumtól az egészségügyi minisztériumhoz került az orvosképzés, illetőleg a klinikák és intézetek irányítása. 1951. február 1-jével az orvosi kar kivált, és önálló egyetemként Pécsi Orvostudományi Egyetem néven, az Egészségügyi Minisztérium felügyelete alatt működött tovább.

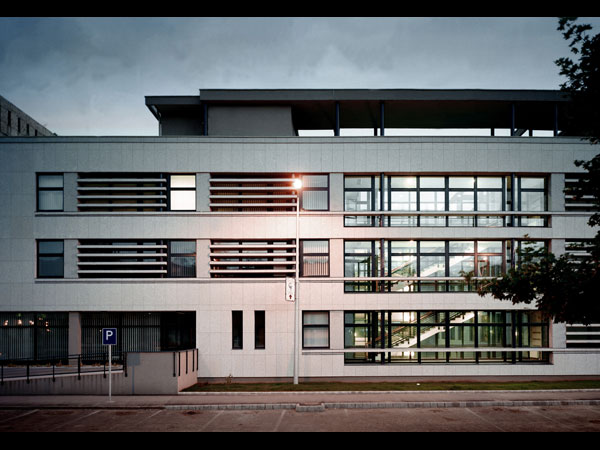
Az 1999-ben átadott Szívgyógyászati Klinika épülete

Mivel Pécsett nincs városi kórház, az orvosi egyetem nyújtja az intézeti betegellátás nagy részét.
1951-ben megnyílt az egyetem második belgyógyászati klinikája.
1966. augusztus 20-án adták át az új klinikai tömböt, ennek volt része az úgynevezett 400 ágyas klinika is, amelyben öt különböző egység működött (belgyógyászat, ortopédia, radiológia, sebészet, szemészet). Ekkor az egyetem kilenc klinikája és 16 elméleti intézete Pécs több mint tíz pontján szétszórtan működött.
A kutatóközpont 1970-es befejezése lehetővé tette, hogy a tanszékek egy modern épületbe költözzenek. Itt található négy előadóterem, számos szeminárium-terem és a központi orvosi könyvtár.
1999-ben adták át a Szívgyógyászati Klinika új  épületét.
1967-ben 1100 hallgató és 381 oktató volt az egyetemen.
1973-ban 25 diákkal indult el a fogorvosképzés.
1984-ben 36 külföldi diákkal egy angol nyelvű program indult.
1990-ben az egyetemen főiskolai karok indultak a dietetikus, gyógytornász, védőnő és szociális munkás képzés érdekében Pécs mellett még három városban: Zalaegerszegen, Kaposváron és Szombathelyen.
1997-ben a POTE és a Janus Pannonius Tudományegyetem (JPTE) Pécsi Egyetemi Szövetség létrehozásától döntött.
Ez volt az első orvostudományi iskola Magyarországon, amely bevezette a kreditrendszert, ezzel lehetővé téve a tanulók számára, hogy más karokon is órákat vegyenek fel.
A POTE volt az egyetlen olyan orvosi egyetem Magyarországon, ahol fennállása idején nem volt gyógyszerészképzés. Ez a fakultás csak az integrációt követően indult el a PTE Általános Orvostudományi Karán belül kialakított Gyógyszerésztudományi Szakon.

### Napjainkban
2000. január 1-től a felsőoktatási integráció keretében a JPTE és a POTE Pécsi Tudományegyetem néven egyesült, így a pécsi medikusképzés önálló intézménye megszűnt; az orvosképzés a PTE Általános Orvostudományi Karán (PTE ÁOK) folytatódott.
A korábbi főiskolai karok képzései 2000-től a PTE Egészségtudományi Karán folytatódtak.
A csak 2000 szeptemberében beindított gyógyszerészképzés mára kivált a PTE ÁOK-ból, 2016. január 1-től PTE Gyógyszerésztudományi Kar néven önálló karként működik.

## Orvos rektorok 1918-2018
- 1918-1919 Imre József

- 1919-1920 Fenyvessy Béla

- 1921-1922 Heim Pál

- 1925-1926 Bakay Lajos

- 1931-1932 Entz Béla

- 1934-1935 Mansfeld Géza

- 1937-1938 Scipiades Elemér

- 1940-1941 Tóth Zsigmond

- 1943-1944 Ángyán János

- 1945-1946 Entz Béla

- 1951-1954 Méhes Gyula. Rektori jogú dékán.

- 1954-1956 Boros Béla. Rektori jogú dékán.

- 1956-1957 Lissák Kálmán Rektori jogú dékán.

- 1958-1961 Huth Tivadar

- 1961-1964 Cholnoky László

- 1964-1967 Donhoffer Szilárd

- 1967-1973 Boros Béla

- 1973-1979 Tigyi József

- 1979-1985 Flerkó Béla

- 1985-1991 Bauer Miklós

- 1991-1997 Kelényi Gábor

- 1997-1999 Bellyei Árpád

- 2003-2007 Lénárd László

- 2010-2018 Bódis József

- 2018– Miseta Attila

## Orvostudományi és Egészségtudományi Centrum (OEC) elnökei
- 2000-2001 01. 31. Bellyei Árpád

- 2001 03. 21. -2001 05.16. Papp Lajos

- 2001 05.17.—2001 12. 31. Fischer Emil dékán, megbízott elnök

- 2002-2005 11. 30. Kosztolányi György

- 2005 12. 01.-2006 08. 31. Társelnöki rendszer: ÁOK és ETK vezetői

- Az OEC átalakul Orvostudományi és Egészségtudományi Koordinációs Központtá, vezetője

- 2006 09. 01.-2008 08. 31. Kovács L. Gábor

- 2006-ban megalakul a Klinikai Központ. (amely az OEC-nek nem utód szervezete) vezetői

- 2006 05. 01.-2006 12. 31. Ferenci József gazdasági igazgatói posztot töltött be

- 2007-2012 Kollár Lajos  főigazgató

- 2012-2016 06. 30. Decsi Tamás orvosigazgató

- 2016 07. 01.-  Sebestyén Andor orvosigazgató

## Galéria

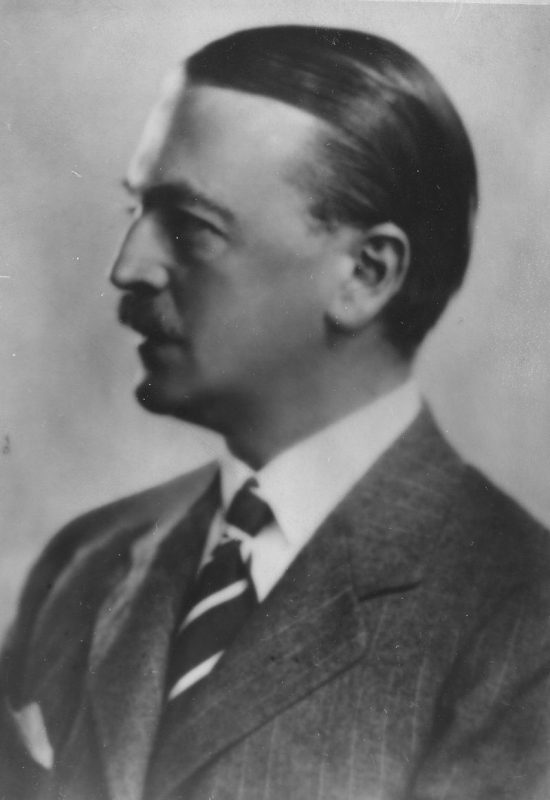
Imre József (1884–1945) orvos, rektor (1918/1919)
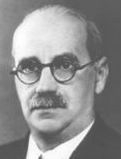
Fenyvessy Béla (1873–1954) orvos, rektor (1919/1920)
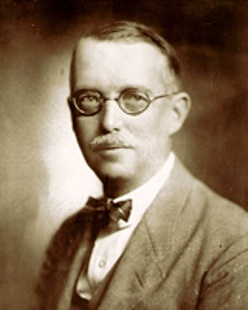
Heim Pál (1875–1929) orvos, rektor (1921/1922)
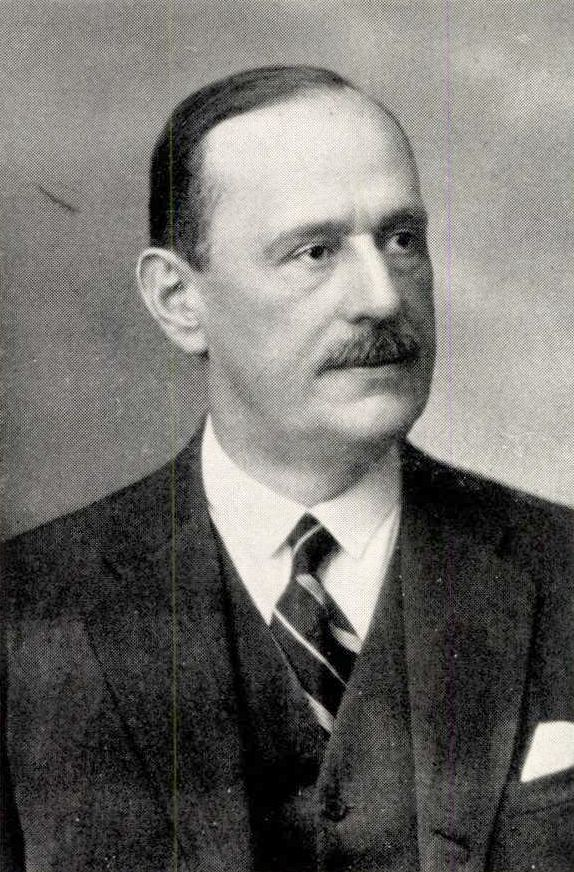
Bakay Lajos (1880–1959) orvos, rektor (1925/1926)
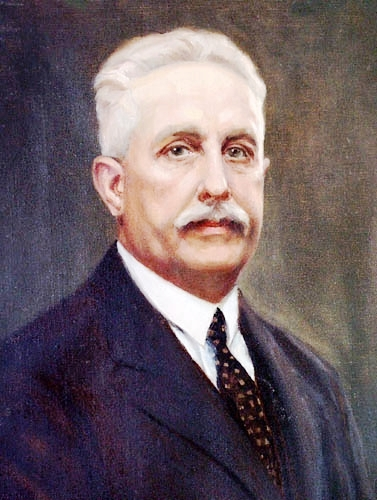
Entz Béla (1877–1959) orvos, rektor (1931/1932, 1945/1946)
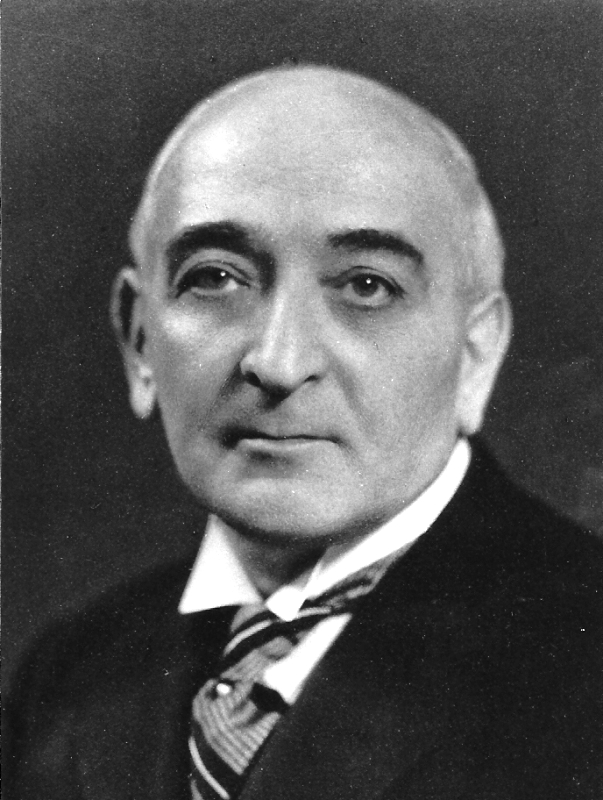
Mansfeld Géza (1882–1950), orvos, rektor (1934/1935)
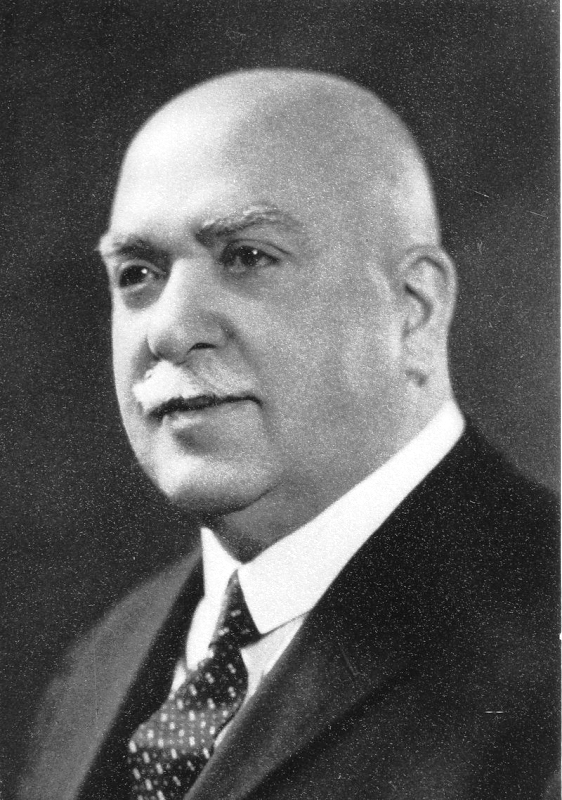
Scipiades Elemér (1875–1944) orvos, rektor (1937/1938)
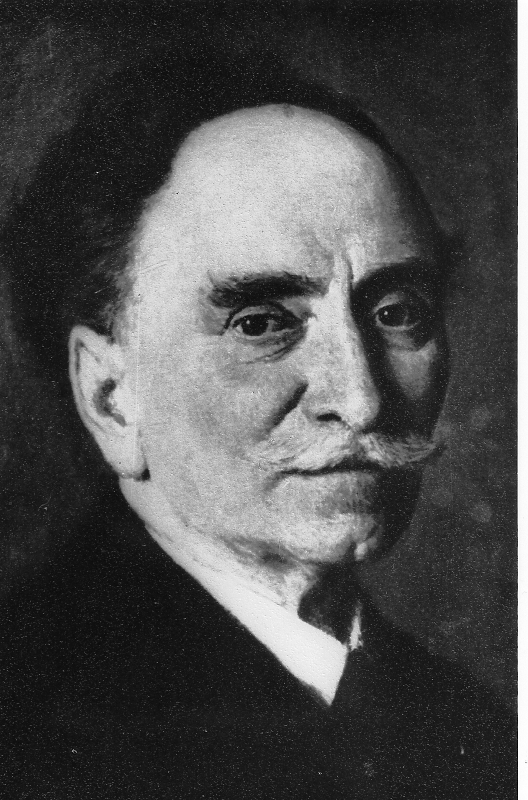
Tóth Zsigmond (1872–1950) orvos, rektor (1940/1941)
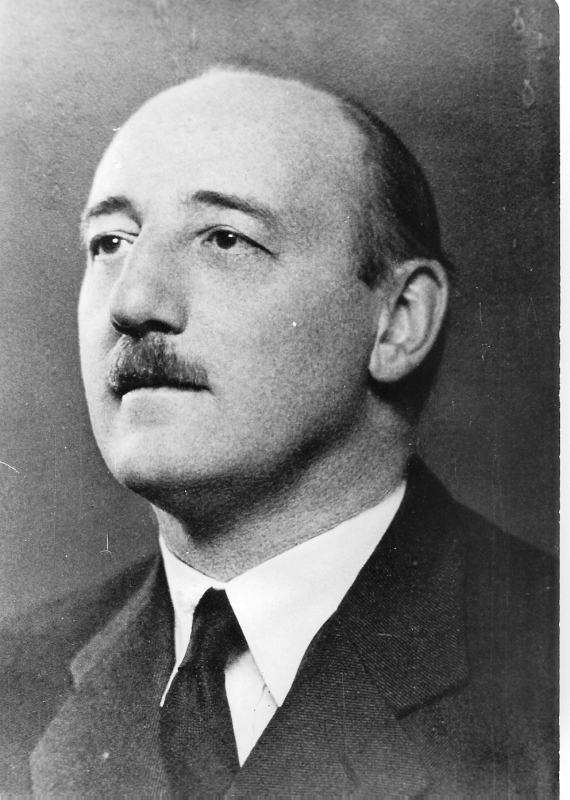
Ángyán János (1886–1969) orvos, rektor (1943/1944)
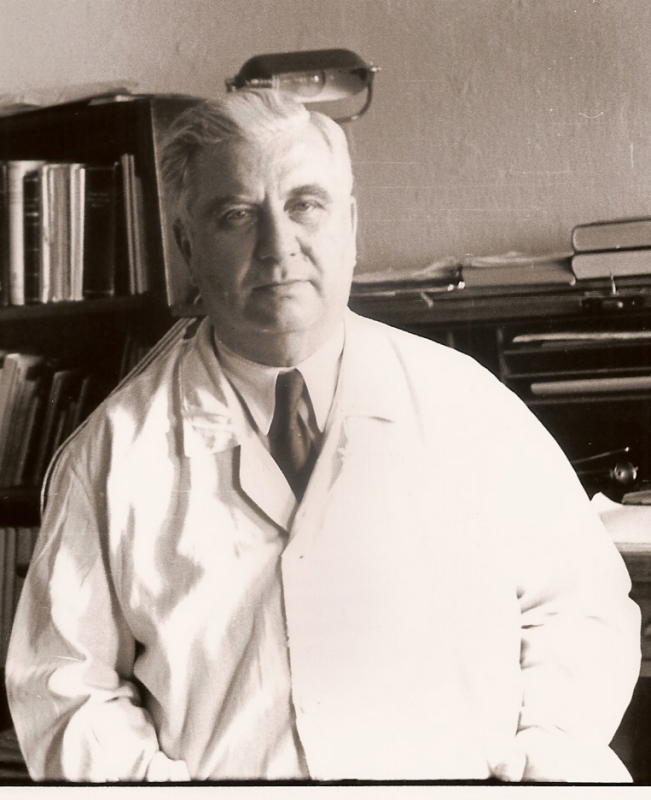
Méhes Gyula (1897–1970) orvos, az ÁOK rektori jogú dékánja (1951/1954)
Donhoffer Szilárd (1902–1999) orvos, az ÁOK rektori jogú dékánja (1964/1967)
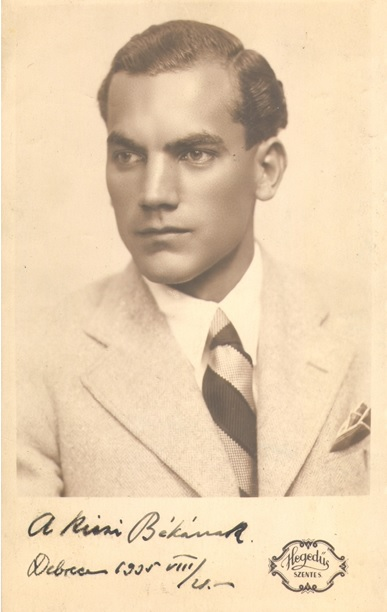
Lissák Kálmán (1908–1982) orvos, az ÁOK rektori jogú dékánja (1956/1957)
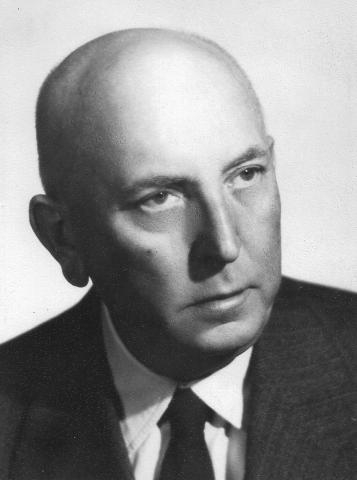
Cholnoky László (1899–1967) orvos, az ÁOK rektori jogú dékánja (1961/1964)
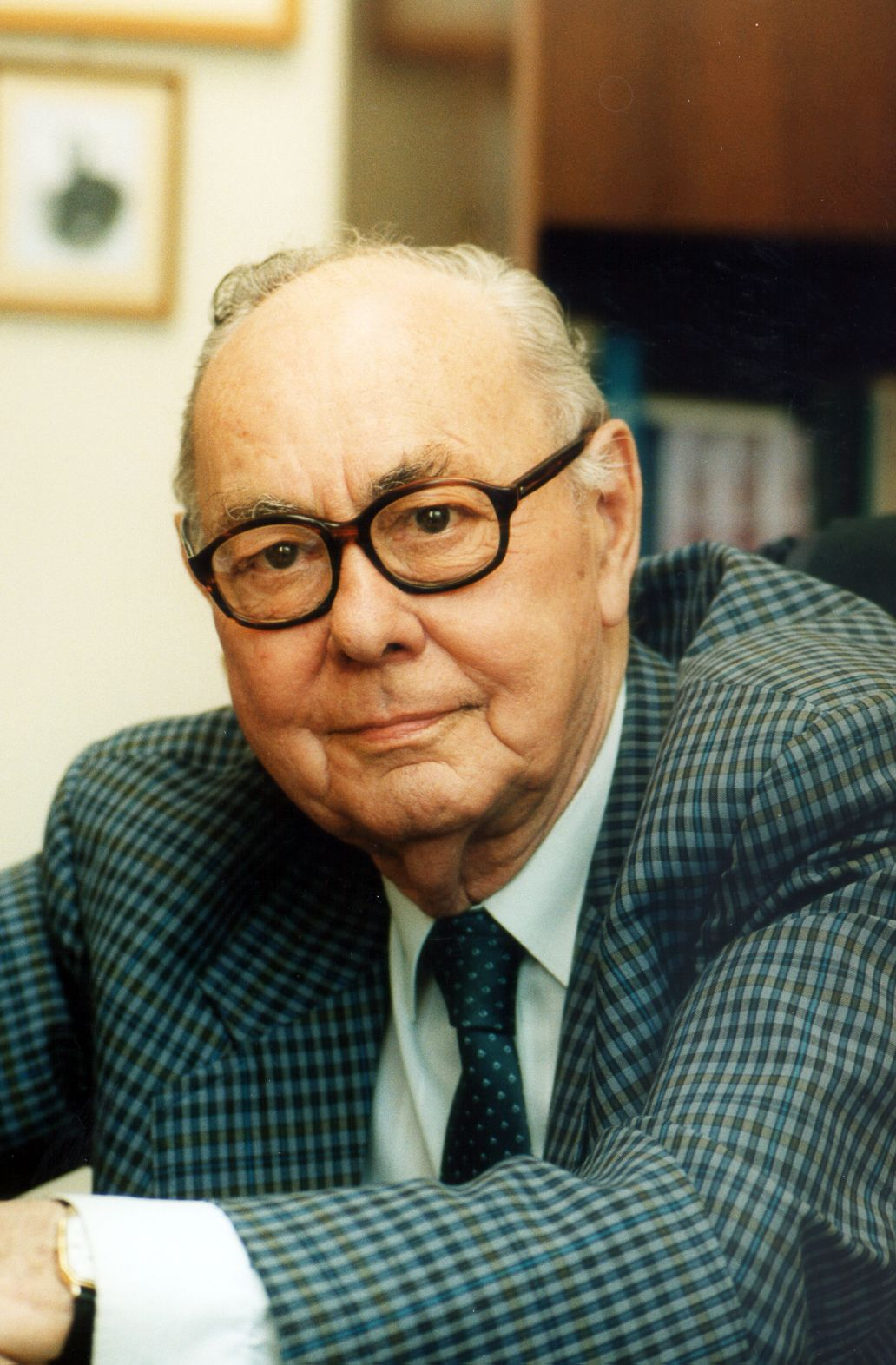
Flerkó Béla (1924–2003) orvos, a POTE rektora (1979/1985)
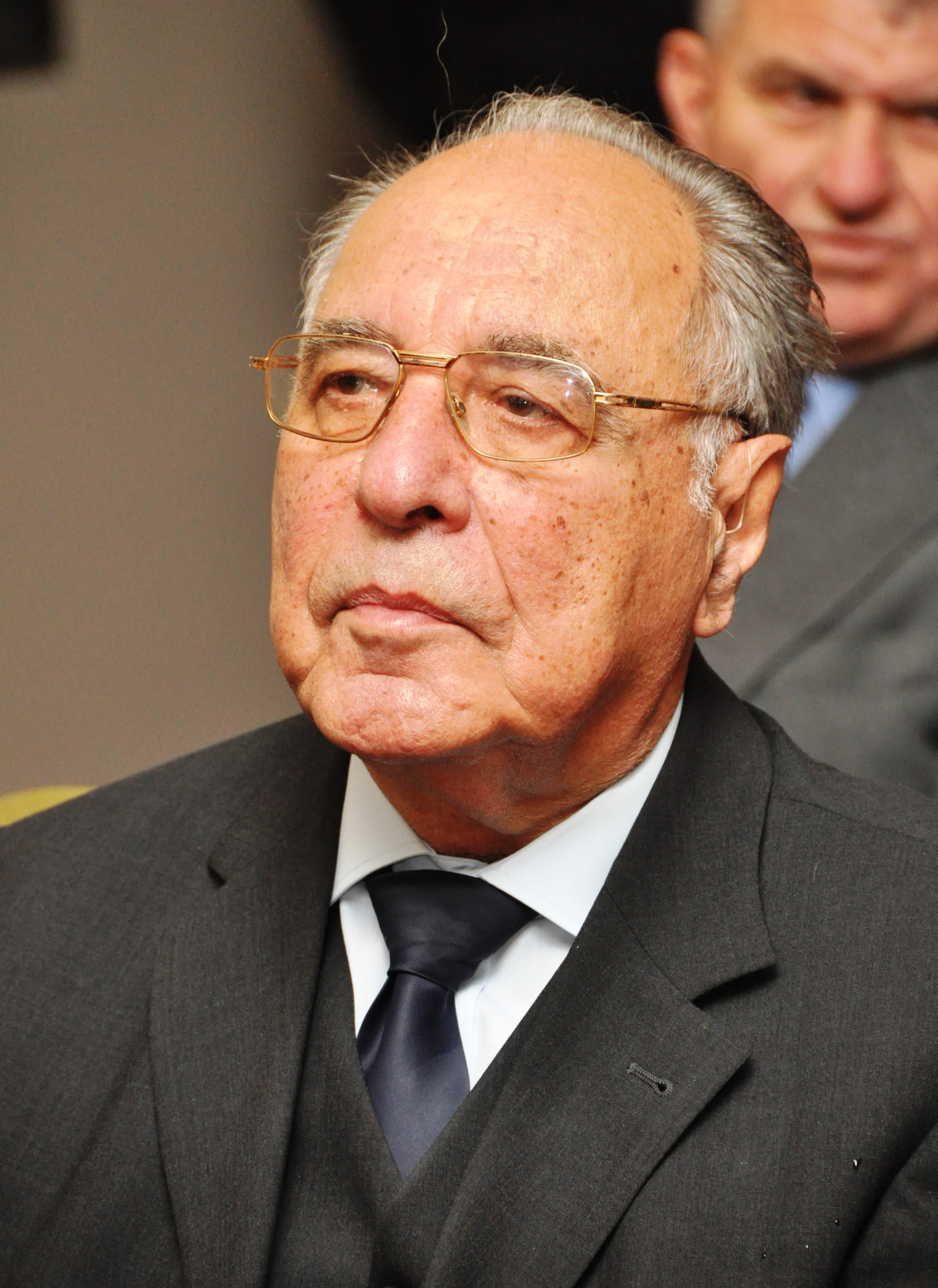
Bauer Miklós (1929–) orvos, a POTE rektora (1985/1991)
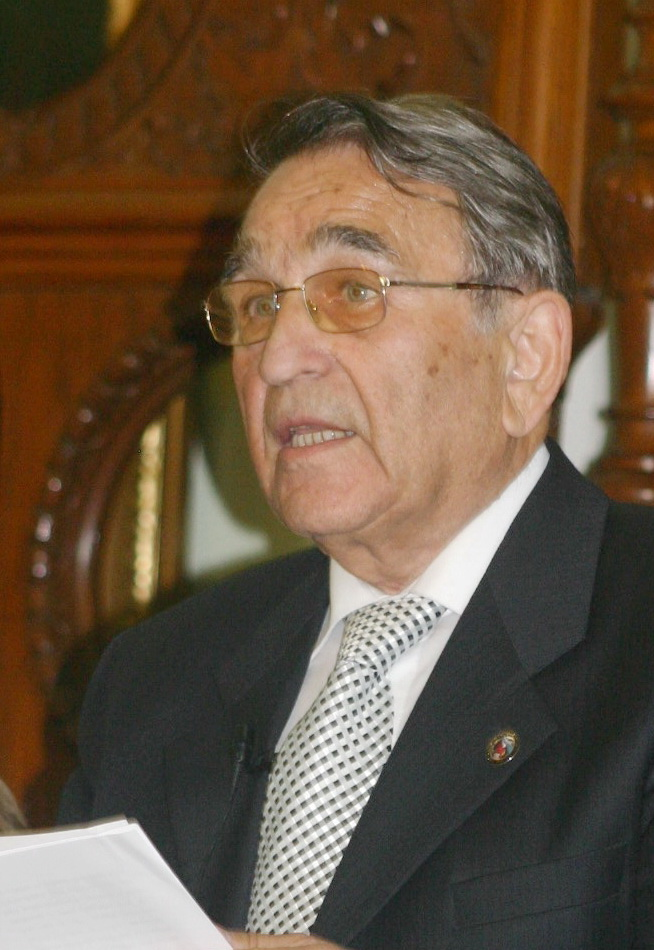
Hámori József (1932–2021) orvos, a JPTE rektora (1992/1994)
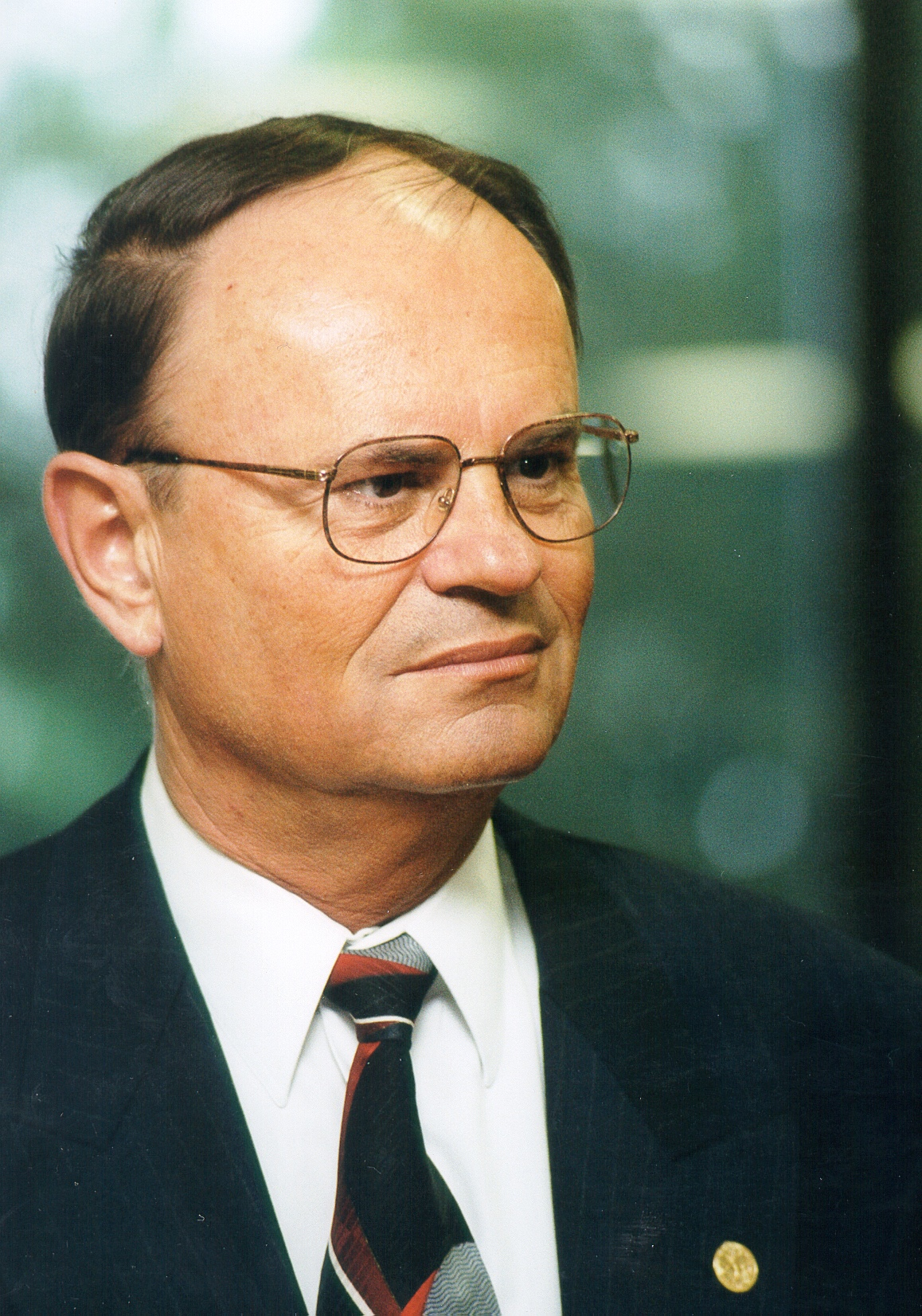
Bellyei Árpád (1942–) orvos, a POTE rektora (1997/1999)
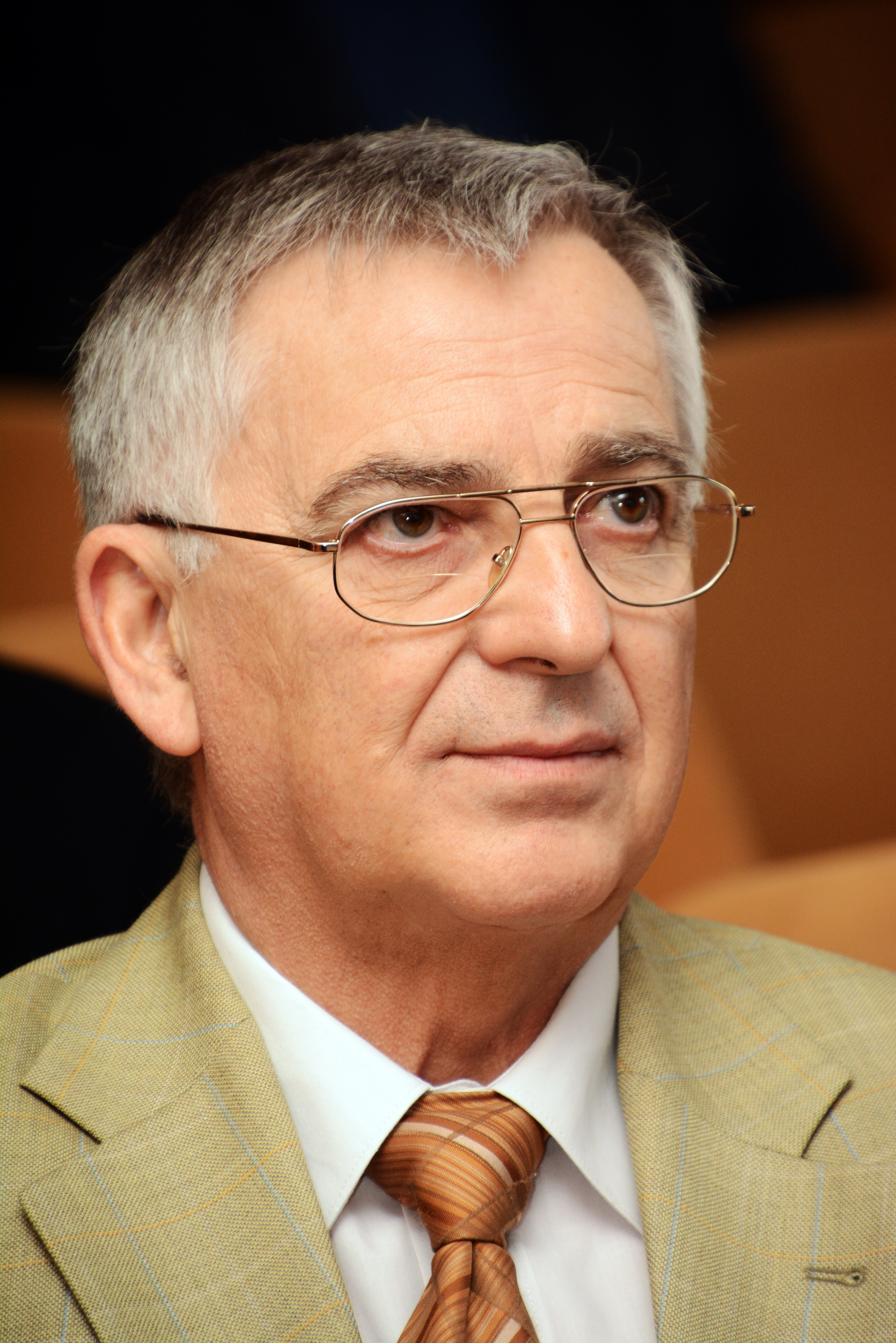
Lénárd László (1944-) orvos, a  PTE rektora (2003/2007)
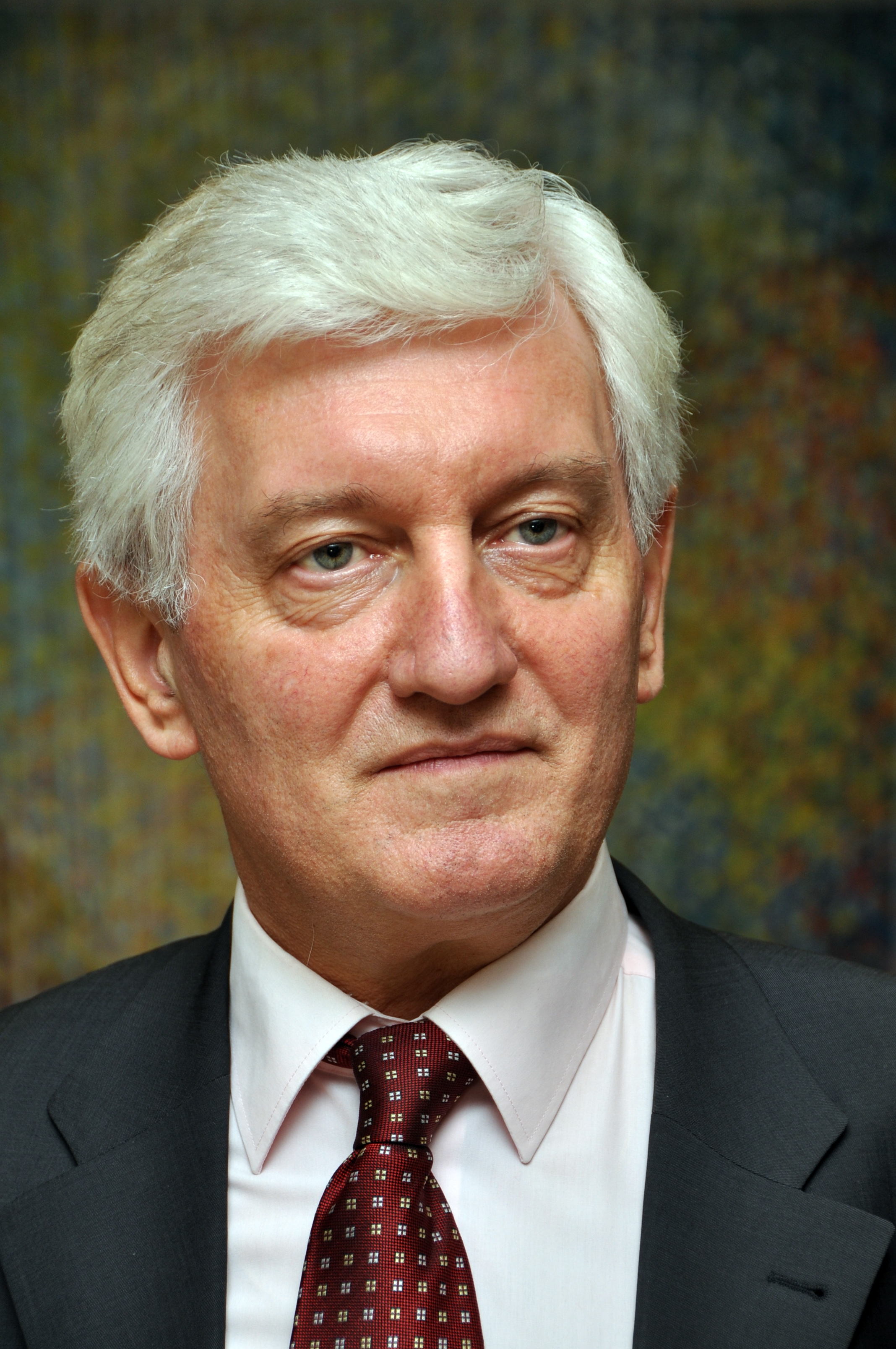
Bódis József (1953–) orvos, a  PTE rektora (2010/2018)
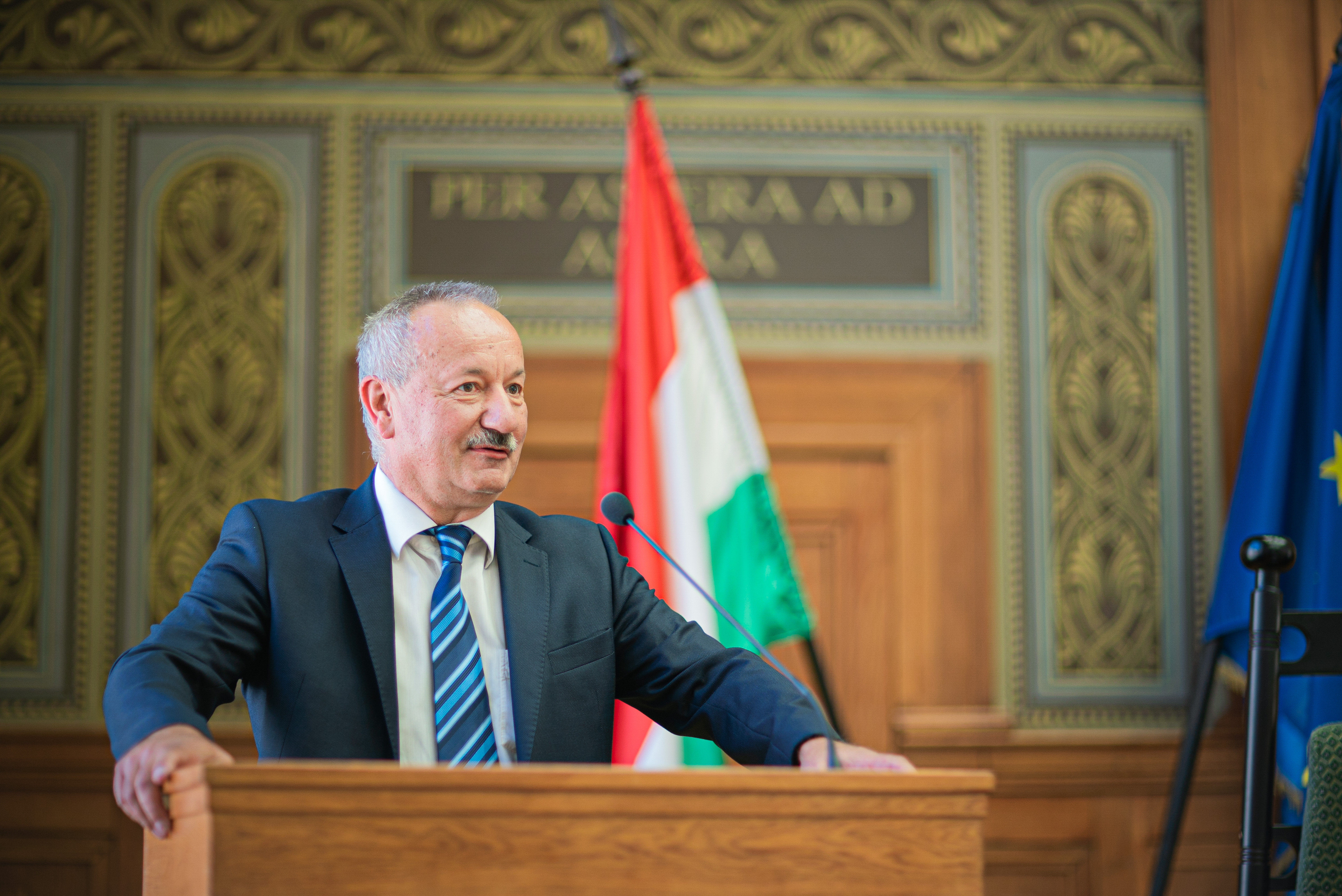
Miseta Attila (1960–) orvos, a  PTE rektora (2018/)